# Sinjaja (Lena)
Die Sinjaja (russisch Синяя, jakutisch Сиинэ) ist ein linker Nebenfluss der Lena in der Republik Sacha in Ostsibirien.
Die Sinjaja hat ihren Ursprung im 1,3 km² großen See Tampa-Ottoowo (Тампа-Оттоого) auf einer Höhe von etwa 300 m. Sie durchfließt das Lenaplateau in überwiegend ostsüdöstlicher Richtung und mündet nach 597 km etwa 150 km südwestlich von Jakutsk linksseitig in die Lena. Die Sinjaja entwässert ein Areal von 30.900 km². Zwischen Oktober und Mai ist die Sinjaja eisbedeckt (50–80 Tage). Der Fluss wird hauptsächlich von der Schneeschmelze gespeist. Der mittlere Abfluss 38 km oberhalb der Mündung beträgt 42 m³/s. Wichtige Nebenflüsse sind Matta, Mekele, Tschyra und Nuoraldyma von links sowie Changdaryma, Appaja und Tschyna von rechts.